# 大庭寛一

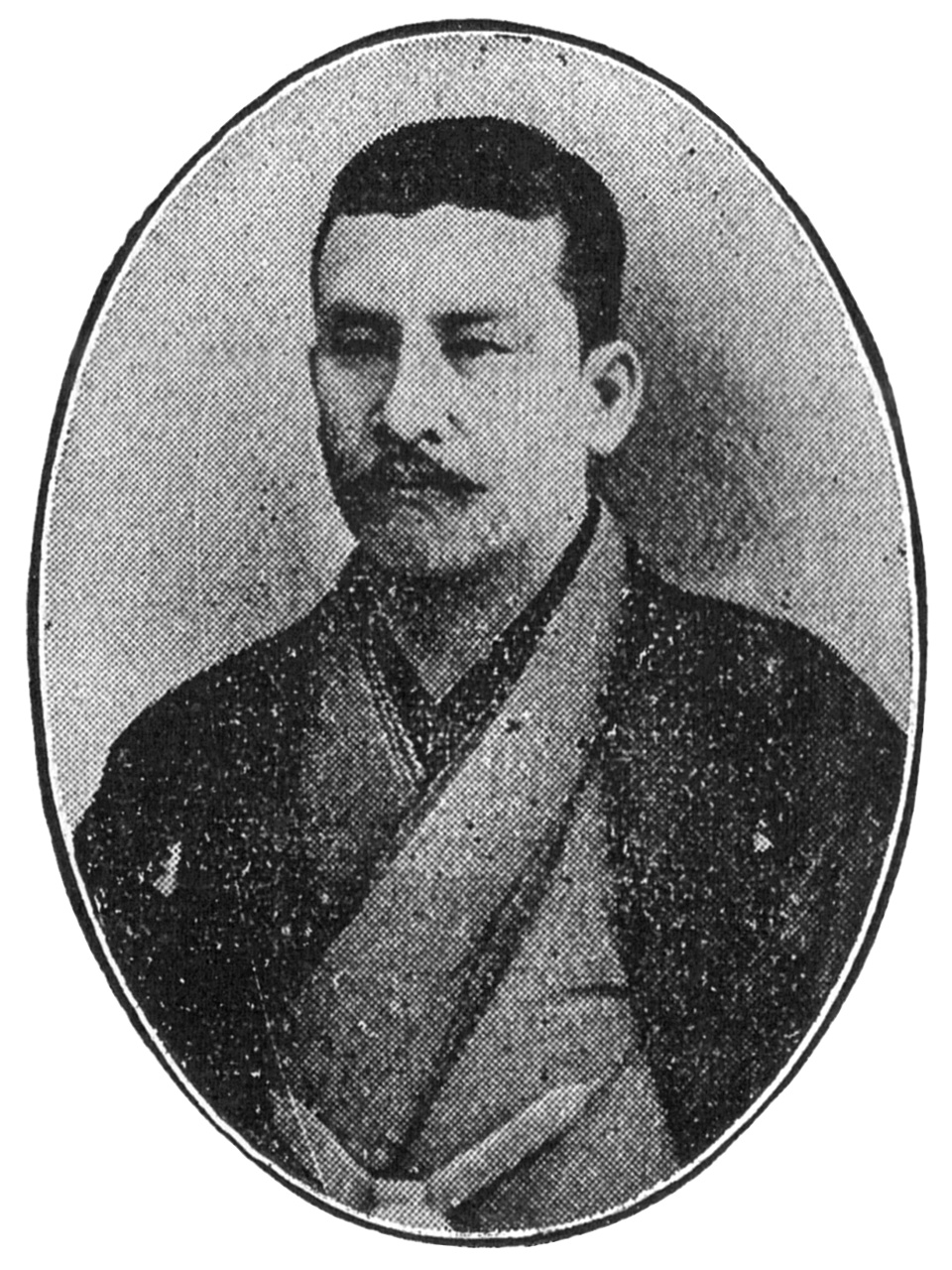
大庭寛一

大庭 寛一（おおば かんいち、1865年（元治元年12月） - 1916年（大正5年）3月）は、日本の内務・朝鮮総督府官僚。官選愛媛県知事。

## 経歴
長門国阿武郡萩で長州藩士の家に生まれる。父親は画家の大庭学僊（1820-1899）。1887年7月、帝国大学法科大学を卒業。1888年11月27日、内務省試補となり県治局に配属された。
以後、内務属・警保局勤務、群馬県参事官、兵庫県参事官などを歴任。1895年、李氏朝鮮の招聘を受け内務顧問官に就任。1897年まで務め、その後、佐賀県書記官、静岡県書記官を歴任。
1898年12月22日、愛媛県知事に就任。愛媛県農学校、松山・宇和島・今治の三高等女学校の設立など、中等教育の振興に尽力。1900年4月26日、病により知事を休職した。
1910年10月1日、初代京城府尹に就任し、1912年4月1日まで在任した。

## 著作
- 『朝鮮論』東邦協会、1896年。